# Стара Миколаївка (Дубенський район)
Стара Микола́ївка — село в Україні,  у Смизькій селищній громаді Дубенського району Рівненської області. Населення становить 2350 осіб.

## Населення

### Мова
Розподіл населення за рідною мовою за даними перепису 2001 року:
| Мова       | Кількість | Відсоток |
| ---------- | --------- | -------- |
| українська | 1016      | 99.22%   |
| російська  | 8         | 0.78%    |
| Усього     | 1024      | 100%     |

## Історія виникнення
Серед розкішного буяння густих лісів, по обидва боки автостради Дубно-Кременець розташувалося село Стара Миколаївка. Перша письмова згадка датується 1902 роком. Щодо назви села, її походження, існує досить цікавий переказ: «На початку ХХ століття проїжджав по цій території імператор Микола ІІ і, вражений розкішшю природи, зупинився щоб перепочити. Місцевість настільки сподобалась цареві, що на згадку про себе вирішив посадити дерева — два явори, що наче брама будуть відкривати вхід у село, яке і носитиме його ім'я…» Проте версію про вплив останнього російського імператора на заснування села спростовують факти, які навів нам дослідник історії рідного села-Микола Капітонович Семеренко, 1927 року народження: - Легенду про царські явори я чув з малих літ, оскільки народився і виріс в Миколаївці. Проте, захоплюючись історією свого краю довідався, що цар Микола ніколи не перебував на теренах нашої землі. Що ж до посаджених яворів, то насправді їх посадив граф Берг, маєток якого був у сусідній Студянці, але й територія Миколаївки, Смиги була його власністю. Посадив їх граф у присутності іноземних гостей і бажаючи засвідчити перед ними свою повагу до царя, поселення назвав Миколаївкою. Дещо пізніше, на відстані 4-5 км в напрямку Кременця було засноване ще одне село Миколаївка. Щоб не було плутанини, Бергову Миколаївку було названо Старою. Так і повелося: Стара Миколаївка з яворами та Нова Миколаївка.
7 (20) листопада 1917 року, відповідно до Третього Універсалу Української Центральної Ради, увійшло до складу Української Народної Республіки.
В 1939 році на території Миколаївки було споруджено аеродром, протяжність якого була від села аж до села Студянка, крім того, в 1940 році в селі було побудовано чотирирічну школу, при школі була бібліотека. Було відкрито також «хату-читальню», при ній же діяла просвіта. Споруда школи простояла до 1994 року, а в 1993 році розпочалося будівництво нової школи.
20 жовтня 1951 року в селі Стара Миколаївка  загинув підрайонний провідник ОУН тодішнього Вербського району Бронський Степан (псевд. "Максим" )
Починаючи з 90-х років минулого століття село опинилося у вирі подій здобуття незалежності. Особливо пам'ятним для багатьох став день Злуки (Соборності) України 22 січня 1990 року: практично всі жителі вийшли до автостради і взяли участь у «живому ланцюгу».

## Сучасність
В селі працює школа I ступеня, і до неї прикріплена сільська бібліотека. Село має чудове розташування над трасою «Мамалига-Чернівці», що дозволяє людям займатися дрібною торгівлею, такою, як продаж ягід та грибів. Село оточене лісом і шепетинськими, колгоспними полями.
12 червня 2020 року, відповідно до розпорядження Кабінету Міністрів України № 722-р від «Про визначення адміністративних центрів та затвердження територій територіальних громад Рівненської області», увійшло до складу Смизької селищної громади.
19 липня 2020 року, в результаті адміністративно-територіальної реформи та ліквідації  Дубенського (1939—2020) району, село увійшло до складу новоутвореного Дубенського району.

## Релігія
В селі дуже розвинена в плані «кількості» релігія. Тут можна зустріти:
- УПЦ КП
- УПЦ МП
- Штунди
- П'ятидесятники(Євангелісти сьомого дня, баптисти)
- Суботники(Адвентисти Сьомого Дня)

В селі діє дві церкви — Московського і Київського патріархатів. Також діє «Дім Молитви»